# Aechmea woronowii
Aechmea woronowii är en gräsväxtart som beskrevs av Hermann August Theodor Harms. Aechmea woronowii ingår i släktet Aechmea och familjen Bromeliaceae. Inga underarter finns listade i Catalogue of Life.